# Матади
Матади (на френски и на суахили: Matadi) е главният пристанищен град на Демократична република Конго и столица на провинция Централно Конго. Населението му, според приблизителна оценка от 2004 г., е 245 862 души. Градът е разположен на левия бряг на река Конго, на 148 километра от устието на реката в Атлантическия океан и на 8 километра от последната точка, до която реката е плавателна, преди бързеите да я направят невъзможна за плаване по-нагоре по течението. Градът бил открит през 1879 от Хенри Мортън Стенли.
На езикът Конго (наричан още Киконго) Матади означава камък. Градът е построен върху стръмни хълмове през 1886. На 5 километра южно от града е границата с Ангола. Матади изнася главно кафе и дървесина. В него се намира мостът Матади, над река Конго, построен през 1983, дълъг 722 м.